# Kleist-Kasino

Das Kleist-Kasino um die Zeit seiner erstmaligen Schließung, ca. 1933

Das Kleist-Kasino (auch Kleist-Casino, oft auch nur KC abgekürzt) war eine Berliner Gay-Bar für homosexuelle Männer in der Kleiststraße im damaligen Bezirk Schöneberg (heute: Bezirk Tempelhof-Schöneberg). Es wurde 1921 gegründet und bestand bis Oktober 2002, unterbrochen nur von 1936 bis 1950 als Folge der Schließung durch die Nationalsozialisten. Während seines Bestehens bot das Kleist-Kasino Raum für das Ausleben homosexueller Sexualität und war Treffpunkt auch prominenter Gäste, zeitweise war es auch ein Stricherlokal.

## Das erste Kleist-Kasino (1921–1936)
Bei seiner Eröffnung 1921 befand sich das Kleist-Kasino in der Kleiststraße 15, ungefähr dort, wo sich heute das Gebäude der Urania befindet. Gründer und Inhaber war der 1870 geborene Robert Dozy. Ihm gelang es, das Kleist-Kasino zu einer festen Adresse in der Berliner Schwulenszene zu machen. 1924 lernte er hier auch den 1907 geborenen Gerhard Voigt kennen, der bis zu Dozys Tod dessen Lebenspartner blieb. Als Dozy 1930 nach längerer Krankheit starb, vererbte er Voigt seinen gesamten Besitz, darunter auch das Kleist-Kasino. Voigt führte es aber nur bis Ende 1931 weiter, danach eröffnete er ein neues Lokal und gab das Kleist-Kasino an den Kaufmann Herbert Schreiber weiter.

Annonce des Kleist-Kasinos aus dem Freundschaftsblatt, Nr. 10, 1928

In seiner äußeren Erscheinung war es nicht von einer normalen Gaststätte zu unterscheiden, ein großes Schild mit dem Namen in Frakturschrift hing über dem Eingang, Bierreklamen für Engelhardt Bräu und ein schlichtes Schild „Bar“ flankierten den Eingang. Das Innere war ein schlauchförmiger Raum, der durch Holzgebälk in drei Nischen geteilt wurde, jede bot einem runden Ledersofa Platz. Das gedämpfte rosa Licht und Schirme am Eingang zu den Nischen boten den Paaren diskrete Rückzugsmöglichkeiten zum Austausch von Zärtlichkeiten. Im Zentrum des Raums war die Bar, dort gab es Sitzplätze auf Barhockern. Das Publikum bildeten mit Angestellten von Banken und Büros sowie Ladenbesitzern vor allem Vertreter der bürgerlichen Mittelschicht sowie jeweils einige Besucher aus der gehobenen Gesellschaft, Prominente und Künstler. Bekannte Besucher der Zeit waren Gottfried von Cramm, Adolf Wohlbrück und Willy Trenk-Trebitsch. Das Lokal war Anlaufpunkt prominenter nationalsozialistischer Homosexueller wie Ernst Röhm, Philipp Prinz von Hessen und Paul Röhrbein.
Zwar gab es im Kleist-Kasino Veranstaltungen wie zum Beispiel Transvestiten-Revuen, auch homosexuelle Pornografie war erhältlich, die Mehrheit der Gäste aber war vor allem dort, um Kontakt zu Strichjungen zu bekommen. Auf Anfrage erhielt man ein Heft mit einem Titelblatt Je t’aime, darin befand sich eine Liste von Namen und diesen zugeordnet allerlei Merkmale, sodass die Freier wie in einem Menü aus den Strichern wählen konnten. Die Strichjungen verdienten pro Nacht rund 10 bis 15 Mark.
Für die in Verbänden wie dem Bund für Menschenrecht organisierten Homosexuellen, die zum Zweck der Erreichung gesellschaftspolitischer Ziele ein „tugendhaftes“ und an bürgerlichen Werten orientiertes Bild der Homosexualität zu zeichnen versuchten, war das Kleist-Kasino mit seiner Mischung aus Prostitution, Promiskuität, Freizügigkeit, Pornografie und großen Altersunterschieden zwischen Strichern und Freiern ein rotes Tuch. Es unterlief ihre Strategie und führte letztlich zur Distanzierung der „Organisierten“ von Orten wie dem Kleist-Kasino. Noch 1949, als diese Strategie im Rahmen zaghafter Bemühungen um eine Revitalisierung der Homosexuellenbewegung wieder aufgenommen wurde, verwandte Kurt Hiller das Kleist-Kasino als Synonym für die „Amüsiererei“: „Ich bin von der Kleistcasinosache mit humanitärer Lebensgestaltung, Tanz und Bar alles andere als entzückt […] Bewegung und Amüsiererei müssen, im Interesse der Bewegung, aufs rigoroseste auseinandergehalten werden.“
Am 3. März 1933, nur wenige Wochen nach der nationalsozialistischen „Machtergreifung“, wurden die 14 bekanntesten homosexuellen Treffpunkte der Stadt geschlossen, unter ihnen auch das Kleist-Kasino. Auf das Drängen Ernst Röhms hin, der sich bei Hitler über die Schließungen beschwerte, konnten einige allerdings wieder öffnen, so auch das Kleist-Kasino. Auch die Ermordung Ernst Röhms im Juli 1934 änderte daran nichts, allerdings kam es nun häufig zu Razzien. Mindestens zu dieser Zeit besuchten auch lesbische Frauen das Kleist-Kasino, ob dies auf die vorherige Schließung anderer Treffs zurückzuführen war oder bereits vorher geübte Praxis gewesen ist, ist unklar. Endgültig geschlossen wurde das Kleist-Kasino dann 1935/1936.

## Das zweite Kleist-Kasino (1950–2002)
Am 4. Februar 1950 eröffnete das KC in der Kleiststraße 35 erneut. In den späten 1950er Jahren, als die Berliner Schwulenszene wieder unter Repressionen zu leiden hatte, war auch das Kleist-Kasino davon betroffen; im Frühjahr 1958 erfolgte hier eine Razzia.
In den 1960er Jahren war hier Hubert Fichte regelmäßig zu Gast, aber auch Andreas Baader, der Mitte der 1960er Jahre dem Fotografen Herbert Tobias für eine Schwulenzeitung Modell saß. Klaus Nomi unternahm in den späten Sechzigern hier seine ersten, noch erfolglosen Schritte als Sänger von Opern und Arien. 1971 tauchte das Lokal im Rosa-von-Praunheim-Film Nicht der Homosexuelle ist pervers, sondern die Situation, in der er lebt auf und repräsentierte den promiskuitiven Lebensstil vieler Schwuler. Manfred Salzgeber steht in dem Film vor dem Lokal und im Off ist der Kommentar zu hören: „2000 wechselnde Sexualpartner im Leben eines Schwulen sind oft der Ersatz für den Einen.“

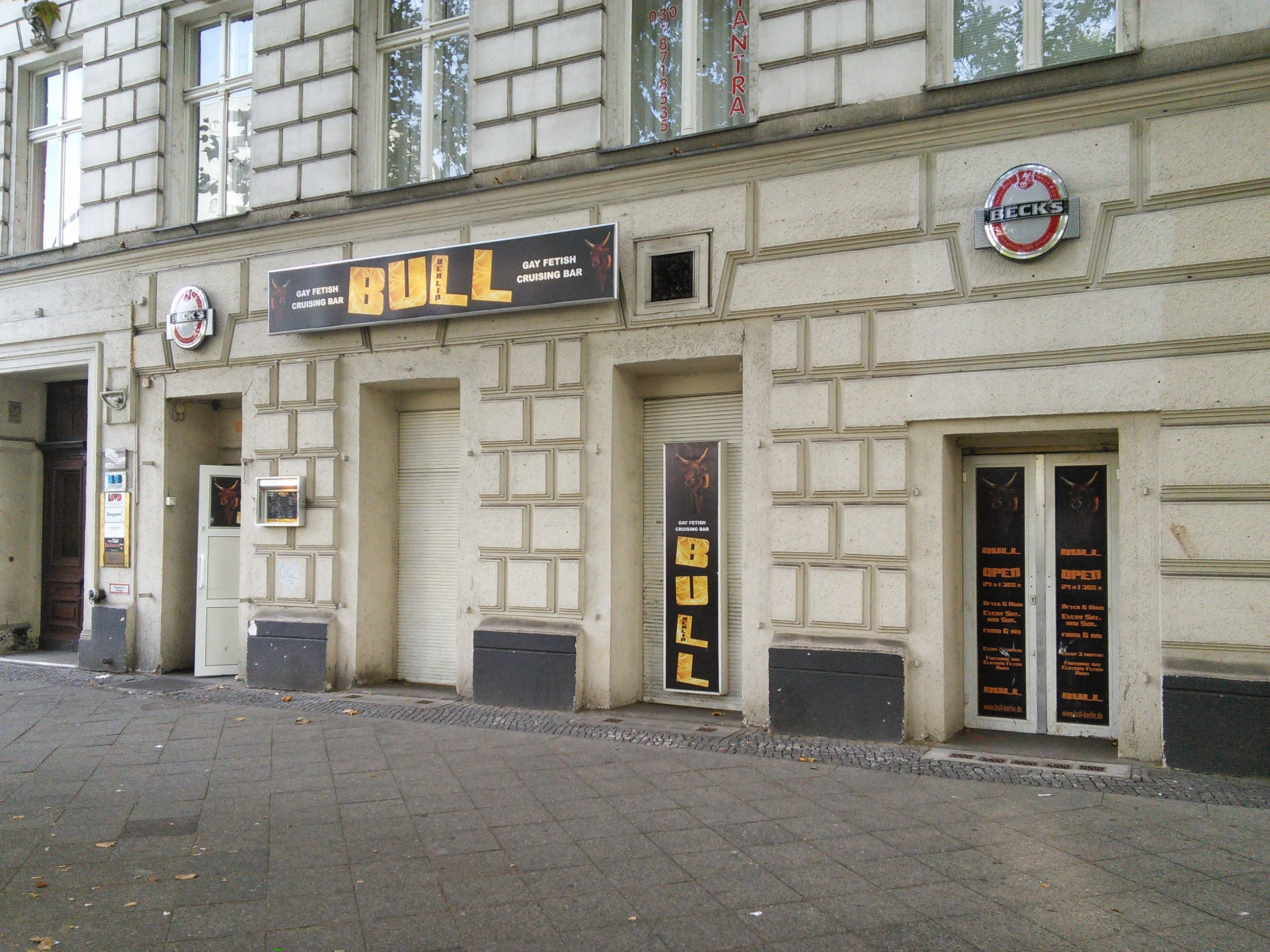
Das Bull, Nachfolger am Ort des Kleist-Kasinos

Die kritische Rezeption traditioneller schwuler Treffpunkte aus den Reihen politisierterer Schwuler schadete dem Kleist-Kasino trotz seines Charakters als „ganz gewöhnliche Schwulenbar“ nicht. Auch in den 1980er Jahren war es ein integraler Bestandteil der schwulen Subkultur Berlins, zu dieser Zeit als Bar und Diskothek. 1986 änderte es seine Rechtsform in Kleist-Casino Kommanditgesellschaft Spezi-Gastronomie GmbH & Co. und blieb so bis zu seiner Schließung 2002 bestehen. Auf seiner Website nahm es für sich in Anspruch, die „älteste Gay-Bar Europas“ zu sein. Trotz der Schließung des Kleist-Kasinos ist der Ort weiterhin ein Ort schwulen Lebens – mit dem rund um die Uhr geöffneten Bull befindet sich hier heute eine schwule Fetischbar.
Ein Ableger des Berliner Kleist-Kasino war das Kleist-Casino in Westerland auf Sylt. 1964 eröffnet, stand es seit 1972 unter gleicher Leitung und war nicht nur für Schwule offen. Neben Gästen aus der Halbwelt fanden sich auch prominente Gäste ein wie Arndt von Bohlen und Halbach, Evelyn Künneke, Zarah Leander, Ivan Rebroff, Harald Juhnke und Thomas Fritsch. Um 2013 schloss es.